# Masatoshi Kushibiki
Masatoshi Kushibiki (Japans: 櫛引 政敏, Kushibiki Masatoshi) (Aomori, 29 januari 1993) is een Japans voetballer die als doelman speelt bij Fagiano Okayama.

## Clubcarrière
Masatoshi Kushibiki begon zijn carrière in 2011 bij Shimizu S-Pulse. Masatoshi Kushibiki speelde voor Kashima Antlers en Fagiano Okayama.

## Japans voetbalelftal
Masatoshi Kushibiki nam met het Japans voetbalelftal deel aan de Olympische Zomerspelen 2016.